# The Consultant (serie televisiva)
The Consultant è una serie televisiva statunitense, ideata da Tony Basgallop e basata sull'omonimo romanzo del 2015 di Bentley Little. La serie è stata distribuita il 24 febbraio 2023 su Prime Video.

## Trama
All'indomani della prematura e inaspettata morte di Sang, Amministratore Delegato della CompWare, si presenta in azienda Regus Patoff, un consulente, che ne prende il controllo. Sotto la sua guida la CompWare evita la bancarotta, ma per ottenere questo risultato userà qualunque mezzo a sua disposizione.

## Episodi
| Stagione       | Episodi | Prima TV USA | Prima TV Italia |
| -------------- | ------- | ------------ | --------------- |
| Prima stagione | 8       | 2023         | 2023            |

## Personaggi e interpreti

### Personaggi principali
- Regus Patoff, interpretato da, Christoph Waltz, doppiato da Stefano Benassi.
Abile manipolatore e consulente incaricato di risollevare le sorti della CompWare.
- Craig Horne, interpretato da Nat Wolff, doppiato da Alessandro Campaiola.
Programmatore alla CompWare che proverà a scoprire cosa nasconde Regus.
- Elaine Hayman, interpretata da Brittany O'Grady, doppiata da Alice Venditti.
Assistente creativa alla CompWare dove verrà manipolata da Regus per promuovere il loro nuovo gioco.
- Patti, interpretata da Aimee Carrero, doppiata da Elena Perino.
Fidanzata di Craig. Verrà soggiogata da Regus per lasciare il fidanzato e lavorare per lui.

### Personaggi secondari
- Tokyo, interpretato da Henry Rhoades, doppiato da Francesco Raffaeli.
- Sang Woo, interpretato da Brian Yoon, doppiato da Stefano Broccoletti.
CEO della CompWare che accetta le consulenze di Regus, il contratto però cela una clausola particolare.
- Janelle, interpretata da Tatiana Zappardino, doppiata da Laura Proscio.
- Iain, interpretato da Michael Charles Vaccaro, doppiato da Andrea Lavagnino.
- Amy, interpretata da Erin Ruth Walker, doppiata da Isabella Benassi.
Programmatrice alla CompWare.
- Trisha, interpretata da Stefanie Estes, doppiata da Federica Bomba.
- Raul, interpretato da Sydney Mae Diaz, doppiato da Leonardo Lugni.
- Rosie, interpretata da Sloane Avery, doppiata da Rossa Caputo.
Receptionist alla CompWare.
- Padre Stollen, interpretato da Ed Amatrudo, doppiato da Dario Oppido.
- Ghislane, interpretata da Dianne Doan, doppiata da Irene Trotta.
- Patrice, interpretato da Jake Manley, doppiato da Manuel Meli.
Ex fidanzato di Elaine che viene contattato dalla stessa per promuovere il nuovo gioco lanciato dall'azienda.
- Milani, interpretata da Gena Heylock, doppiata da Irene Trotta.

## Distribuzione
The Consultant ha debuttato il 24 febbraio 2023 sulla piattaforma di video on demand Prime Video, in tutti i paesi in cui il servizio è disponibile.

### Edizione italiana
La direzione del doppiaggio è di Stefano Benassi e i dialoghi italiani sono curati da Fiamma Izzo e Nunzia Di Sommo per conto della Pumais Due che si è occupata anche della sonorizzazione.

## Accoglienza

### Critica
Sull'aggregatore di recensioni Rotten Tomatoes la serie riceve l'80% delle recensioni professionali positive, mentre su Metacritic ha un punteggio di 66 su 100 basato su 21 recensioni.